# Maestro (kanadischer Rapper)
Maestro (* 31. März 1968 in Toronto, Ontario; eigentlich Wesley Williams) ist ein kanadischer Rapper, Musikproduzent, Schauspieler und Autor. Bis 1998 war er als Maestro Fresh Wes bekannt. Er gilt als „Godfather of Canadian Hip-Hop“.

## Leben

### Jugend und Anfänge (bis 1989)
Wesley Williams wurde 1968 als drittes Kind einer Familie mit guynesischen Wurzeln geboren. Er wuchs zunächst in North York und später in Scarborough, Ontario auf. In den 1970ern war er, als einer der wenigen Schwarzen in seiner Umgebung, mit Rassismus konfrontiert. 1979, mit elf Jahren, entdeckt er Rapper’s Delight von der Sugarhill Gang, anschließend Grandmaster Flash und Kurtis Blow. Angespornt von der ersten Welle des US-amerikanischen Hip-Hops begann er selbst zu rappen und veröffentlichte mit 15 Jahren sein erstes Demo unter dem Namen Melody MC und formte das Duo Vision Crew mit Ebony MC (Marlon Bruce). Zu dieser Zeit besuchte er die Senator O’Connor College School und später das L'Amoreaux Collegiate Institute in Scarborough. Er trat mit 15 in der CKLN Rap Radio Show The Fantastic Voyage auf, die aus dem Ryerson Polytechnic Institute übertragen wurde.
1983 lernte er Farley „Flex“ Fridal kennen, einen lokalen Promoter, der von ihm überzeugt war und ihm unter die Arme griff. Bis 1988 versuchte sich Wesley Williams als Battle-Rapper und eröffnete für Gruppen wie UTFO. 1988 nahm er den Namen Maestro Fresh Wes an und veröffentlichte das Demo You Can't Stop Us Now sowie I’m Showing You. Auf letzterem war der Track Let Your Backbone Slide, sein erster Hit. Der Song basierte auf Samples aus The Champ von The Mohawks, Funky Drummer von James Brown und Rebel Without a Pause von Public Enemy. Zu dem Song drehte er mit Flex für 5000 kanadische Dollar ein Video, das sie selbst an die Fernsehsender verkauften.

### Erste Erfolge und Misserfolge (1989–1996)
Über einen Auftritt bei MuchMusic lernte Maestro Fresh Wes Stevie B kennen, der ihn an das New Yorker Label LMR vermittelte, wo 1989 sein Debütalbum Symphony in Effect erschien. Sowohl das Album als auch die Single wurden sowohl in Kanada als auch in den Vereinigten Staaten große Hits. Symphony in Effect war nicht nur das erste Hip-Hop-Album, das in Kanada mit einer Platin-Schallplatte
ausgezeichnet wurde, Maestro Fresh Wes war auch der erste schwarze Künstler, dem dieser Erfolg gelang. Let Your Backbone Slide wurde bei den Juno Awards 1990 in Ermangelung einer Hip-Hop-Kategorie als Best Dance Recording nominiert. Bei den Juno Awards 1991 wurde der Song sogar als Single of the Year nominiert. Zugleich gewann er mit seinem Album die erste Vergabe des Rap Recording of the Year. Neben Let Your Backbone Slide enthielt das Album auch die Hit-Single Drop the Needle, deren Video 2016 zu den 150 essentiellen Werken des kanadischen Kinos in einer Umfrage unter 200 Professionellen des TIFF, der Library and Archives Canada, der Cinémathèque québécoise und The Cinematheque Vancouver gezählt wurde.
1991 erschien sein zweites Album Black Tie Affair, das nicht ganz so erfolgreich war wie sein Vorgänger. Zwar wurde er erneut für zwei Junos nominiert und das Album erhielt eine Goldene Schallplatte, doch für Wes blieb es hinter seinen Erwartungen zurück. Enttäuscht zog er 1992 nach Brooklyn und überarbeitete das Album. Mit einigen neuen Songs erschien so 1992 Maestro Zone. Sein tatsächliches drittes Album erschien 1994 als Naaah, Dis Kid Can't Be From Canada?!! (1994). Für das Album überarbeitete er sowohl den Sound, der etwas dreckiger wurde, als auch sein Image von einem eher schick gekleideten Rapper im Anzug zu einem eher typischen Straßenimage im Stil des US-amerikanischen Raps. Das Album floppte.

### Rückkehr nach Kanada,  Namenswechsel und Schauspielkarriere (1996–2009)
1996 kehrte er nach Toronto zurück und fand neue Einflüsse. Über eine Kompilation, auf der auch sein Debütstück zu hören war, lernte er Joni Mitchell, Neil Young und vor allem The Guess Who schätzen. Von deren Hit These Eyes übernahm er ein Sample für seinen nächsten Hit Stick to Your Vision. Er unterschrieb bei Attic Records und strich „Fresh Wes“ aus seinem Namen. Als Maestro erschien 1998 sein fünftes Studioalbum Built to Last, ein Riesenerfolg. Maestro gelang es auch, an die neue Generation kanadischer Rapper wie Ghetto Concept und Choclair anzudocken, die er als Featurings auf sein Album nahm.
Auf seinem nächsten Album Ever Since (2000) arbeitete er mit Kardinal Offishall, Saukrates und Infinite zusammen. Seine Plattenfirma ging jedoch bankrott und das Album wurde kaum promotet. Dafür erarbeitete er sich ein zweites Standbein als Schauspieler und trat in diversen Fernsehserien auf, darunter Nebenrollen in Metropia (2004–2005) und Instant Star (2004–2008). Er trat außerdem in Filmen wie Vier Brüder (2005) und Poor Boy’s Game (2007) auf. 2009 wurde er als Nebendarsteller in The Line für einen Gemini Award nominiert. Eine Hauptrolle hat er in der Comedy-Serie Mr. D (2012–2018).
2010 veröffentlichte er außerdem seine Autobiografie Stick to Your Vision: How to Get Past the Hurdles & Haters to Get Where You Want to Be, das zugleich eine Art Motivationsbuch ist.

### Weitere Musikkarriere (seit 2012)
Während er sich in den Nuller Jahren auf seine Film- und Fernsehkarriere konzentrierte, trat er doch weiterhin auch als Rapper in Erscheinung, unter anderem mit Classified und Ghetto Concept. 200b erschien eine Best-Of-Kompilation, außerdem coverte er mit Infinite Gowans Hit Criminal Mind. Jedoch erschienen keine weiteren Alben mehr. Erst 2012 kehrte er mit der Extended Play Black Tuxedo zurück, die auch gleich bei den Juno Awards 2013 als Rap Recording of the Year nominiert wurde.
2013 wurde er Nummer 1 auf der CBC-Musics-Liste der 25 besten kanadischen Rapper. Für sein 2013er Album Orchestrated Noise kehrte er zu seinem alten Namen zurück und versuchte an seine Anfänge anzuknüpfen. So fanden sich neben aktuellen Rappern auch Chuck D von Public Enemy auf dem Album, aber auch aktuelle kanadische Künstler wie Lights, Sam Roberts und The Trews. Sein Song Reach for the Sky enthält Samples von Blue Rodeos Try. Das Featuring mit Classified wurde bei der TV-Berichterstattung von CBC über die Olympischen Winterspiele 2014 verwendet. Bei der Release-Show zu seinem Album auf dem Walk of Fame Festival, das gleichzeitig sein 25-jähriges Jubiläum als Rapper markierte, traten zusammen mit ihm K-os, Kardinal Offishall, Shad und Divine Brown auf.
2016 war Maestro Jury-Mitglied von Searchlight, einer Talentsuche für CBC Radio 2.

## Diskografie

### Alben
- 1989: Symphony in Effect (Attic/LMR)
- 1991: Black Tie Affair (Attic/LMR)
- 1991: Maestro Zone (Polydor)
- 1994: Naaah, Dis Kid Can't Be From Canada?!! (Attic/LMR)
- 1998: Built to Last (Attic)
- 2000: Ever Since (Song)
- 2013: Orchestrated Noise (Wes Williams Enterprises)
- 2017: Coach Fresh (Fontana North)
- 2019: Champagne Campaign (Fontana North)

### Kompilationen
- 2005: Urban Landmark 1989–2005 (The Orange Record Label)

### EPs
- 1992: Maestro Zone (Attic)
- 2012: Black Tuxedo (Wes Williams Enterprises)
- 2015: Compositions Vol. 1 (Universal Music Canada)

### Singles
- 1989: Let Your Backbone Slide
- 1989: Drop the Needle
- 1991: Conductin’ Thangs
- 1992: Bring It On
- 1992: Another Funky Break (From My Pap’s Crate)
- 1992: Fine Tune Da Mic
- 1994: How Many Styles
- 1994: Certs Wid Out da Retsyn
- 1996: Death Ministry
- 1998: Stick to Your Vision
- 1998: Clap Ya Handz
- 1998: Holy Water
- 1999: 416/905 (T.O. Party Anthem)
- 2000: Heatwave
- 2000 U Got Da Best
- 2006: Heat Seekerz

### Gastsingles
- 1990: Young MC – Louie Louie

## Filmografie
- 2000: Strippers
- 2003: Bugs – Die Killerinsekten (Bugs)
- 2004: Redemption
- 2004: Metropia (Fernsehserie)
- 2004–2008: Instant Star (Fernsehserie)
- 2005: Vier Brüder (Four Brothers)
- 2005: Get Rich or Die Tryin’
- 2007: Poor Boy’s Game
- 2009: The Line (Fernsehserie)
- 2009–2010: Cra$h & Burn (Fernsehserie)
- 2012–2018: Mr. D (Fernsehserie)

## Auszeichnungen

### Preise
- Best Rap Video (Let Your Backbone Slide), MuchMusic Video Awards (1990)
- Best Male Video (Conductin’ Thangs), MuchMusic Video Awards (1991)
- Best Rap Recording (Symphony in Effect, Juno Awards 1991)
- Best Video (Let Your Backbone Slide, Juno Awards 1991)
- Pioneer Award (Canadian Urban Music Awards 1998)
- Harry Jerome Award – Arts, Black Business and Professionals Association (2002)
- Trailblazer Award, Reel World Film Festival (2003)
- Scarborough Walk of Fame (2006)
- Award of Merit, Black Business and Professional’s Association (2010)
- Hall of Fame Inductee, Stylus DJ Awards (2011)
- African Canadian Achievement Award (2015)
- Inductee (Let Your Backbone Slide), Canadian Songwriters Hall of Fame (2019)